# 天爐座ζ
天爐座ζ，又名CD-25 1191，HD 18692、SAO 168209、HR 901，是天爐座的一颗恒星，视星等为5.71，位于銀經216.57，銀緯-61.27，其B1900.0坐标为赤經2h 55m 11.9s，赤緯-25° -61.27′ 29″。